# 吉用祐
吉用祐（1954年12月17日—），韓國男演員。

## 演出作品

### 電視劇
- 1981年：MBC《第1共和國》飾演 李康石
- 1981年：MBC《女人列傳－張禧嬪》飾演 閔鎮厚
- 1983年：MBC《野望的25小時》
- 1983年：MBC《朝鮮王朝五百年－樹大根深》飾演 蔣英實
- 1984年：MBC《朝鮮王朝五百年－雪中梅》飾演 成宗李娎
- 1989年：KBS《月光家族》
- 1987年：KBS《思母曲》
- 1989年：MBC《朝鮮王朝五百年－《破門》飾演 丁若鏞
- 1992年：KBS《三國記》飾演 義慈王
- 1992年：SBS《八字合，有姻緣》
- 1994年：KBS《薩拉維亞共和國》
- 1995年：SBS《張禧嬪》飾演 張希載
- 1998年：SBS《三金時代》
- 1999年：KBS《學校2》
- 2000年：KBS《以生氣的面孔回望》
- 2000年：KBS《太祖王建》飾演 卜智謙
- 2000年：KBS《悲傷誘惑》
- 2000年：MBC《黃金時代》飾演 劉賢承
- 2001年：MBC《美麗的日子》
- 2001年：MBC《醫家四姐妹》
- 2001年：KBS《酷》
- 2002年：MBC《陽光情人夢》飾演 崔泰京
- 2002年：KBS《太陽人李濟馬》飾演 佐明
- 2002年：SBS《情》
- 2003年：SBS《愛在酒鄉》
- 2004年：MBC《英雄時代》
- 2004年：KBS《海神》
- 2006年：MBC《狼》
- 2006年：KBS《大祚榮》飾演 寶藏王高臧
- 2007年：KBS《達子的春天》飾演 姜舜興
- 2007年：MBC《謝謝》飾演 閔俊浩
- 2008年：KBS《快刀洪吉童》
- 2008年：SBS《幸福百分百》飾演 朴會長
- 2009年：MBC《男版灰姑娘》飾演 幼珍父
- 2009年：SBS《愛你千萬次》飾演 高仁德
- 2009年：KBS《天下無敵李平岡》飾演 宇平媛
- 2011年：MBC《一閃一閃亮晶晶》飾演 黃南峰
- 2011年：KBS《波塞冬》飾演 吳榮甲
- 2011年：SBS《如果明日來臨》飾演 尹元燮
- 2011年：MBC《我也是花》飾演 奉善父
- 2012年：KBS《順藤而上的你》飾演 貴男的養父（客串）
- 2012年：SBS《屋塔房王世子》飾演 芙蓉和華蓉的父親（客串）
- 2012年：MBC《吳子龍走吧》飾演 王哲秀
- 2013年：JTBC《無情都市》飾演 亨民父
- 2013年：MBC《金子輕鬆出來吧》飾演 鄭炳厚
- 2013年：KBS《至誠感天》飾演 韓容德
- 2014年：JTBC《我們能相愛嗎》飾演 智賢父
- 2014年：MBC《媽媽的庭院》飾演 徐秉鎮
- 2014年：SBS《就要相愛》飾演 崔東俊
- 2015年：MBC Drama《我的遺憾男友》飾演 惠美父
- 2015年：MBC《像你的女兒》飾演 馬正基
- 2015年：JTBC《D-Day》飾演 總統
- 2016年：SBS《我女婿的女人》飾演 朴泰浩/朴英浩
- 2016年：SBS《愛是點點滴滴》飾演 韓英幕
- 2018年：MBC《我的愛情治癒記》飾演 崔在學
- 2020年：KBS《危險的約定》飾演 韓光勳

### 電影
- 1983年：《레터의연가》
- 1983年：《戀人們》
- 1984年：《當淚水已干》
- 1987年：《草地戀歌》
- 1988年：《美國美國》
- 1989年：《달아난말》
- 2003年：《나이제너를잊으리》
- 2007年：《Goodbyeday》
- 2007年：《第六年戀愛中》

## 獲獎
- 2011年：MBC演技大賞－連續劇部門 黃金演技獎（一閃一閃亮晶晶）

## 腳註
1. ↑  MBC 탤런트吉用祐(길용우) 映畵(영화)「밤의┉」서 熱演(열연) （页面存档备份，存于）

## 外部連結
- NAVER （页面存档备份，存于）